# Aborígens australians
|  | Per a altres significats, vegeu «aborígens (mitologia)». |

Els aborígens australians són els habitants originaris d'Austràlia, tot i que ells prefereixen que els anomenin kooris. Aquesta nomenclatura inclou els indígenes del continent i Tasmània, però no els illencs de l'estret de Torres, que viuen entre la punta del cap de York a Queensland i les illes de Nova Guinea i que tant lingüísticament com culturalment i física se semblen més als melanesis de Nova Guinea. Des del 1988, en la diada del bicentenari d'Austràlia, molts d'ells rebutgen el mot aborigen (del llatí ab origen, 'en l'origen', que defineix els autòctons en el poblament) i preferixen el de kooris ('el nostre poble', en moltes de les llengües australianes). Per referir-se a tots els habitants d'Austràlia anteriors a la colonització britànica es fa servir el terme indígenes australians.

## Localització
Actualment, hom els troba arreu del país, però controlen un 29,7% del Territori del Nord (reserves d'Arnheim Land, Tanami i Uluru), part de Queensland (Cape York) i part d'Austràlia Occidental i d'Austràlia Meridional (Mosgrave).

## Història

### Orígens
Es creu que uns 40.000-50.000 anys enrere, en el Plistocè, van arribar els primers australians procedents del sud-est d'Àsia. Aquells primers pobladors haurien viatjat d'illa en illa, utilitzant els ponts terrestres que unien moltes d'aquestes en aquella època, i recorrent curts trams marítims fins a arribar a l'extrem oriental de les Illes Petites de la Sonda i l'illa de Nova Guinea, per després desplaçar-se per la plataforma continental australiana, en aquells dies sobre el nivell dels mars. Les restes humanes més antigues trobades fins a la data, l'humà de Mungo, daten de fa 40.000 anys, però els experts consideren que les primeres migracions humanes podrien remuntar fins fa 125.000 anys, encara que aquesta data sigui controvertida. Les restes de l'humà de Mungo van ser trobades a la Regió dels llacs de Willandra Nova Gal·les del Sud, a uns 3.000 km de la costa nord d'Austràlia, on es creu que es van realitzar els primers assentaments humans.

#### Orígens africans
Segons un estudi del biòleg molecular de genètica forense de la Universitat de la Laguna (Tenerife), Juan J. Sánchez, els aborígens australians van arribar directament d'Àfrica fa uns 45.000 anys. Aquests tenen unes línies genètiques coincidents amb els primers colons que van sortir d'Àfrica. Aquesta teoria contradiu la més general que, fins ara, afirmava que aquests van arribar a Austràlia en diverses onades des d'Índia fa entre uns 50.000 i 75.000 anys, ja que Sánchez afirma que "no hubo un proceso de migraciones sucesivas desde La India a Australia" ("No existí un procés de migracions successives des de l'Índia fins a Austràlia"). Aquesta investigació es basa en l'anàlisi de 500 mostres del cromosoma Y i unes 100 mostres de l'ADN mitocondrial d'aborígens contemporanis en què no hi havia variacions específiques índies. Tot i això, al nord de l'illa hi ha detectades certes migracions des de Nova Guinea d'una època en què les dues illes estaven unides abans de la fi de l'última glaciació. Un altre fet que donaria suport a aquesta teoria és que els aborígens van desenvolupar la seva pròpia tecnologia.

### Austràlia aborigen
Quan els anglesos van arribar a Austràlia, a finals del segle xviii, s'estima que hi havia entre 300.000 i 750.000 aborígens, repartits en unes 250 nacions concentrades sobretot al sud i a l'est del país. La major densitat de població aborigen es trobava a la vall del riu Murray. Aquestes nacions estaven unides per aliances, i cadascuna tenia els seus propis costums i la seva pròpia llengua. Cada nació es componia de diversos clans el nombre dels quals podia variar d'entre 5 o 6 a 30 o 40.

### Seglexviiiixix: la colonització britànica
El 1770, el capità James Cook va prendre possessió de les dues terceres parts d'Austràlia en nom de la corona d'Anglaterra, a partir del principi de Terra nullius, que pressuposava que la terra no tenia amo.
El 1788, es va iniciar la colonització britànica amb el desembarcament a l'actual Nova Gal·les del Sud de la First Fleet ('primera flota'), una flota d'onze vaixells amb gairebé 1.500 persones a bord. Eren presos deportats que havien estat autoritzats a fundar una primera colònia penitenciària.
Davant l'arribada sobtada dels colons britànics, els aborígens van tenir reaccions diverses, però es van tornar inevitablement hostils quan van haver de competir per conservar els seus recursos vitals, i quan van assistir a l'ocupació i segrest dels seus territoris segons anava avançant la "frontera" cap a l'interior del continent. Per als colons, es podia expulsar els aborígens de les terres que volien destinar a l'agricultura i a la ramaderia, perquè eren nòmades i ignoraven el concepte de possessió de la terra. Però la cultura aborigen estava intrínsecament relacionada amb la terra en què vivien, de manera que en haver d'abandonar els seus territoris tradicionals no podien mantenir les pràctiques socials i espirituals que asseguraven la cohesió dels clans i les interrelacions entre els grups. A més de la desestructuració de la societat aborigen, la pèrdua dels seus territoris de caça i de collita va provocar una greu fam.

#### Malalties
L'any següent de l'arribada dels primers colons, una epidèmia de verola va posar fi a la vida del 90% del poble aborigen darug que habitava la regió. Els britànics van atribuir més endavant l'epidèmia a pescadors macasars procedents de les illes Cèlebes, encara que no es van veure embarcacions macasars més enllà de les regions del nord d'Austràlia fins al 1869.
Les malalties europees que els colons portaven amb si (com la verola, la varicel·la, el xarampió, la grip i la tuberculosi) van posar fi a la vida de milers d'aborígens. A les regions on cohabitaven ambdues comunitats, les malalties venèries van reduir greument la taxa de fertilitat i la taxa de natalitat aborígens. Amb els colons, els aborígens van descobrir també l'alcohol, el tabac i l'opi, l'abús de substàncies tòxiques que es va generalitzar al llarg del segle xix continua sent un problema molt estès entre les comunitats indígenes australianes del segle xx.
Els efectes combinats de les malalties, de la pèrdua de les seves terres i de la violència directa va reduir la població aborigen en un 90% entre 1788 i 1900.

#### La resistència aborigen
A diferència de Nova Zelanda, on el tractat de Waitangi va ser percebut com una legitimació de la colonització, a Austràlia no es va signar cap tractat amb els pobles autòctons, i aquests mai van permetre ni acceptar la colonització del seu país. L'únic cas documentat de pacte amb les poblacions autòctones va ser el conegut com tractat de Batman, pel qual el granger i negociant John Batman va comprar 2.000 km² al poble Wurundjeri el 1835, a la regió de Port Phillip. El governador de Nova Gal·les del Sud va anul·lar aquest tracte per contravenir la doctrina Terra nullius.
Si no hi va haver guerra de conquesta pròpiament dita, els britànics, però, van haver-se d'enfrontar a molts episodis de resistència. Entre 1790 i 1802, Pemulwuy, un aborigen d'ètnia Bidjigal o Bediagal, va dur a terme repetits atacs contra assentaments britànics, generalment en resposta a assassinats d'aborígens o segrestos de nens. Va ser abatut el 1802, i és considerat com el primer heroi de la resistència aborigen.
Entre les lluites de les moltes comunitats aborígens que es van oposar a l'avanç dels colons, destaca també la dels noongar liderada per Yagan, que va ser abatut el 1833.
A partir de 1813, quan els britànics van franquejar les muntanyes Blaves de Nova Gal·les del Sud per endinsar-se al territori dels Wiradjuri, aquests els van oposar una forta resistència, fins que Windradyne, el seu cap, acabà pactant amb el governador anglès.

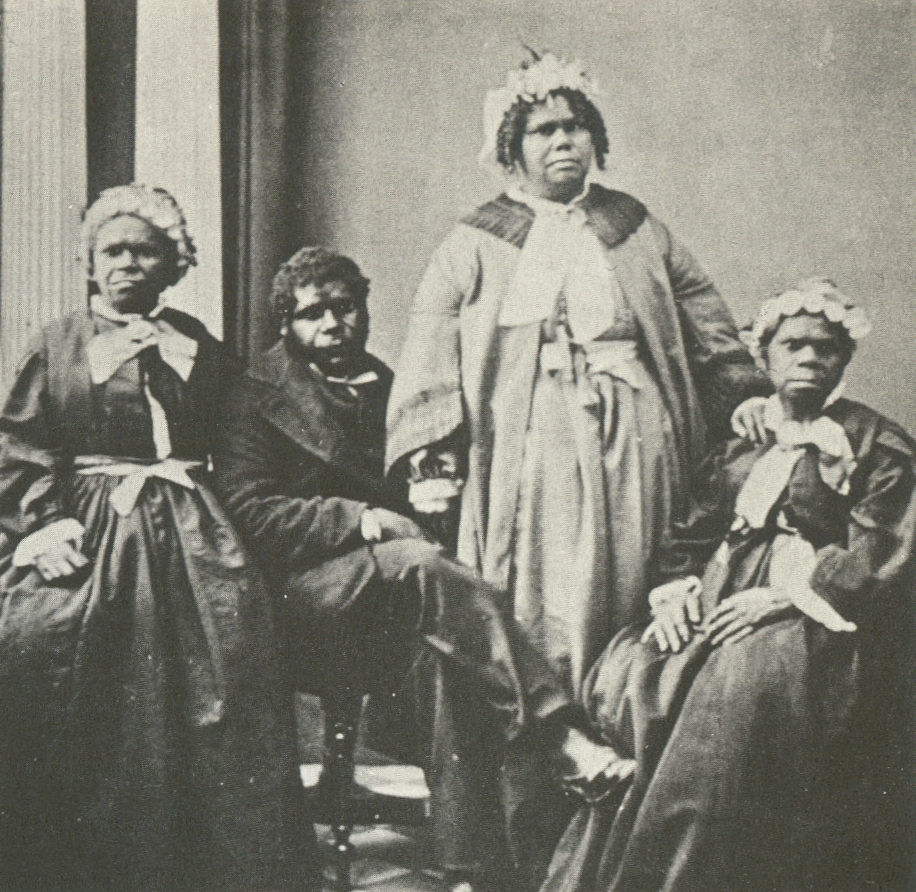
Truganini, asseguda a la dreta, amb els quatre últims aborígens de Tasmània

 La conquesta de l'illa de Tasmània, a partir de 1803, va ser també motiu de greus i prolongats conflictes als quals es va donar el nom de Black War (Guerra negra). El 1830, després de gairebé 20 anys de guerra, un defensor dels aborígens, George Augustus Robinson, va intervenir per salvar el centenar d'habitants aborígens (dels 6.000 habitants inicials) que havien sobreviscut a la massacre, i els va traslladar a l'Illa Flinders fins que acabés la guerra. Desterrats i abandonats a la seva sort, molts van morir d'epidèmies i els escassos supervivents mai van poder tornar a la seva terra. Robinson va recórrer en un principi a l'ajuda d'una mediadora aborigen de Tasmània, Truganini, per traslladar els seus congèneres i intentar després crear un campament al continent australià on allotjar els refugiats de Tasmània. La Guerra negra és considerada com un genocidi, ja que va portar a la total extinció dels aborígens de l'illa. Truganini, morta el 1876, va ser l'última supervivent.
Els conflictes van continuar fins al segle xx. El 1884, es va posar fi a la resistència del poble Kalkadoon de Queensland amb una massacre de més de 200 persones a Battle Mountain. Una altra massacre d'aborígens va tenir lloc el 1928 a Coniston, al Territori del Nord.
Les xifres de morts violentes d'aborígens a mà de colons blancs és encara tema de debat. Alguns historiadors com Henry Reynolds avancen que van poder ascendir a 10.000 o 20.000 persones. També estimen que les lluites a la frontera van fer unes 3.000 víctimes entre els colons blancs.

#### Primers indicis d'integració
D'altra banda, des dels primers anys de la colonització, diversos aborígens es van fer cèlebres actuant com a intermediaris amb els britànics: Baneelon o Bennelong (1764-1813), un eora que va ser el primer aborigen que va aprendre a escriure en anglès, Bungaree, un diplomàtic i explorador de la tribu de Broken Bay mort el 1830, i Mokare, un noongar mort el 1831.
A partir del 1834, els colons van començar a recórrer a guies aborígens per explorar i orientar-se en l'interior d'Austràlia. Se'ls utilitzava també per a rastrejar els nombrosos bandits, anomenats bushrangers, que escapaven a la justícia refugiant-se en l'interior de les terres.

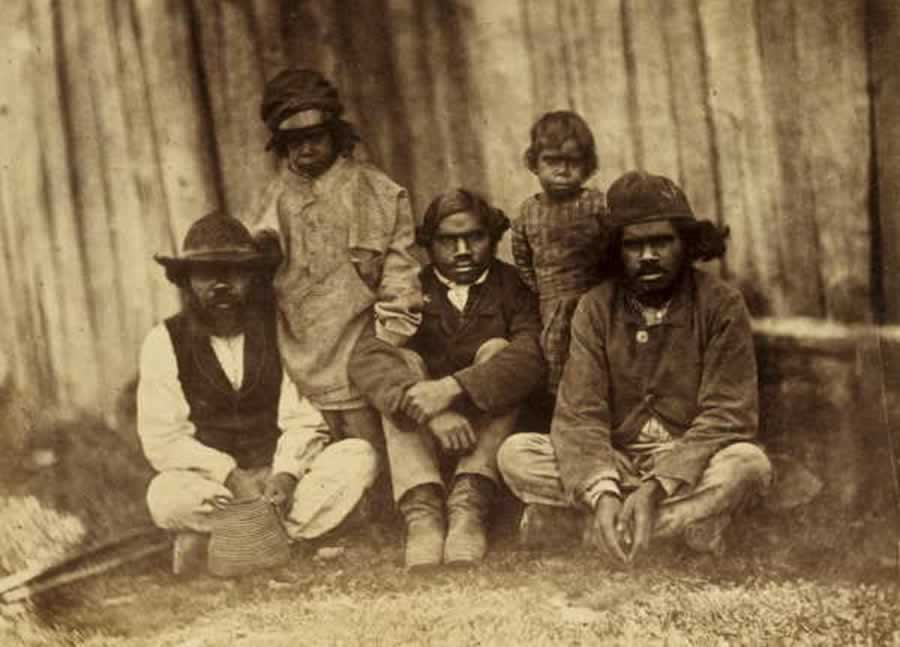
Treballadors d'una granja del protectorat de Victòria, el 1858

 El 1838, a conseqüència d'un informe elaborat a petició de la Cambra dels Comuns del Regne Unit sobre la greu situació dels aborígens, el secretari britànic de la Guerra i les Colònies recomanà el nomenament de "protectors dels aborígens" (Protector of Aborigines), que governarien unes zones anomenades protectorats. El primer cap protector dels aborígens va ser George Augustus Robinson. Els protectors havien d'aprendre l'idioma dels aborígens vivint en el seu protectorat, i havien de vetllar perquè no es violessin els seus pocs drets ni se'ls espoliés. Exercien també un paper crucial en la integració dels aborígens en la societat colonial. Aquesta figura, que va existir fins al 1970, ha estat molt controvertida a causa de l'excessiu control que han exercit sobre els aborígens i els seus béns, i a causa de la seva poca efectivitat.
A partir de la dècada de 1860, amb l'auge dels estudis antropològics, es van donar molts casos d'investigadors internacionals que van desenterrar cranis i esquelets aborígens, particularment a l'illa de Tasmània, per al seu estudi i posterior exhibició en museus europeus. Des de finals del segle xx, s'estan duent a terme campanyes reclamant la devolució d'aquests cossos al seu lloc d'origen per donar-los una sepultura digna. 

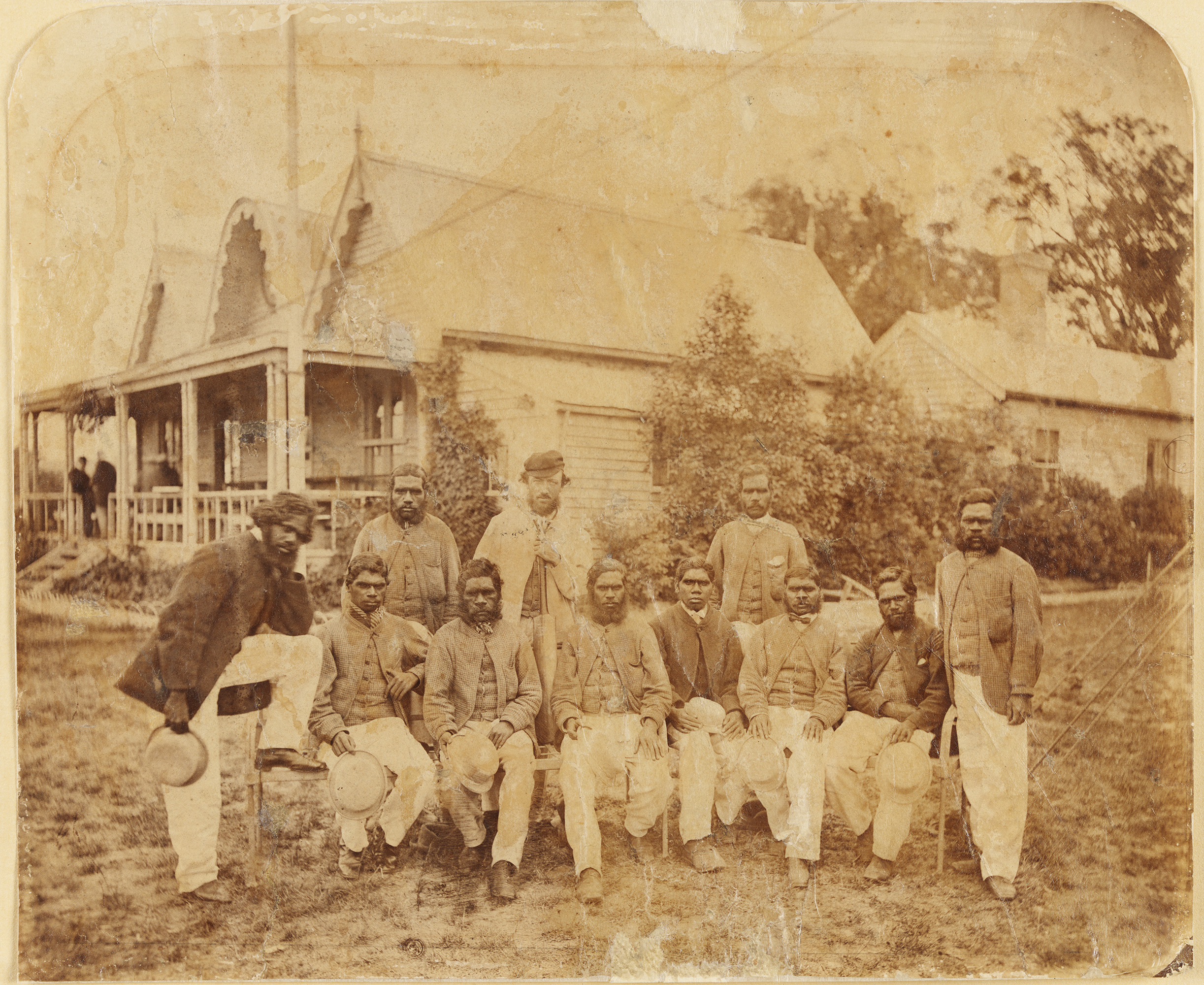
El primer equip de criquet australià que va viatjar a l'estranger era exclusivament aborigen. Aquí el 1867

Els pobles aborígens es van veure relegats als llocs més inhòspits del país, vivint en reserves o refugiats en missions on se'ls proporcionava menjar i roba. Algunes missions van obrir escoles per a indígenes i orfenats. La implantació de noves granges ramaderes i zones de pastures va ser en un principi motiu d'atacs i de conflictes, fins que amb el temps els ramaders van començar a emprar els aborígens com a pastors i vigilants del bestiar. Privats dels seus mitjans tradicionals de subsistència, els aborígens van haver de dependre cada vegada més dels colons.
En aquella època, els treballadors aborígens de les granges van començar a practicar el criquet, esport en el qual destacaven per les seves habilitats físiques. En una època en què gairebé no hi havia trobades esportives internacionals, el primer equip australià de criquet que va viatjar a Anglaterra va ser un equip totalment compost de jugadors aborígens, el 1868.
A partir de 1850, les colònies australianes van adquirint a poc a poc un sistema d'autogovern, i els estats d'Austràlia del Sud, Nova Gal·les del Sud, Victòria i Tasmània concediren el dret a vot a totes les persones de més de 21 anys, incloent-hi els aborígens, encara que no se'ls animava a inscriure's en les llistes electorals. Al Territori del Nord, a Queensland i a Austràlia Occidental, en canvi, se'ls va negar el dret de vot.

### Segle XX
A principis de la dècada de 1920, s'estima que la població aborigen australiana s'havia reduït a entre 50.000 i 90.000 persones, i el sentiment general entre la població europea era que estaven abocats a desaparèixer. Malgrat l'impacte dels assentaments i de la manera de vida europeus, algunes comunitats aborígens que estaven aïllades en regions remotes sobrevivien mantenint la seva forma tradicional de vida fins ben entrat el segle xx. D'altra banda, la seva immunitat davant les malalties havia millorat, de manera que la taxa de natalitat aborigen va començar a tornar a créixer a partir dels anys trenta.
En iniciar-se el segle xx, la majoria dels aborígens vivien en reserves i en zones controlades, i els seus desplaçaments estaven limitats per llei. Tenien poques possibilitats laborals i seguien ocupant-se de les explotacions agrícoles on no percebien sou (en alguns casos, se'ls donava una petita compensació) i rebien menjar, roba i allotjament a canvi del seu treball.
El 1901, Austràlia es va constituir en federació i la Constitució de la Commonwealth va entrar en vigor. La Commonwealth Franchise Act, aprovada el 1902, va negar el dret de vot als aborígens llevat que haguessin estat inscrits en les llistes electorals d'un estat abans del 1901, la qual cosa en deixava fora la immensa majoria. A partir del 1915, se'ls va permetre votar amb limitacions en alguns estats, però els seus pocs drets civils variaven molt d'un estat a un altre.
En els anys 1932-1934, una sèrie d'assassinats en legítima defensa perpetrats per aborígens del Territori del Nord, així com els seus judicis corresponents, van marcar un gir en les relacions entre aborígens i no aborígens. Coneguts com a crisi de Caledon Bay, aquests esdeveniments i tot el seu desenllaç van suposar un alleujament passatger en les tenses relacions entre ambdues comunitats.
És en aquesta mateixa dècada que les lluites a favor dels drets civils dels aborígens van començar a prendre certa rellevància. El 1938, amb motiu del 150 aniversari del desembarcament de la First Fleet, el moviment Aborigines Advancement League (AAL) ('Lliga per l'Avenç dels Aborígens'), fundat pel futbolista d'ètnia Yorta Yorta, Douglas Nicholls, va organitzar una manifestació per celebrar el que van anomenar Day of Mourning ('Dia de Dol'), i va fer una crida a favor dels drets civils dels aborígens. A partir dels anys 1940, el professor A. P. Elkin i diverses associacions australianes pro drets civils van intensificar les campanyes perquè milloressin les condicions de vida dels aborígens i van aconseguir el dret al vot en tot el territori nacional. La vaga de Pilbara va contribuir a la millora dels seus drets laborals.
A la primera i la Segona Guerra Mundial, molts aborígens s'havien allistat a l'exèrcit, tot i que van existir limitacions al seu allistament fins a 1917. El 1949, es va atorgar la nacionalitat australiana als pocs excombatents aborígens, però en aquella època els aborígens de Queensland, Territoris del Nord i Austràlia occidental continuaven sense poder votar.

#### Anys seixanta: camí de la reconciliació
No és fins a 1960 quan el govern australià comença a reconèixer les demandes territorials dels aborígens. Aquesta situació va canviar mitjançant un referèndum nacional, la qual cosa va permetre un cens de la població i que es veiessin reconeguts drets primaris com el dret de vot.

## Demografia
Es calcula que el 1992 hi havia 275.000 aborígens a Austràlia (1,5% de la població total australiana), molt mestissada. El 25% viu als suburbis de les grans ciutats, el 33% viu a les àrees rurals, i el 15% a les reserves seguint la manera tradicional (uns 40.000 individus). El 1996, havien augmentat a 353.000 individus, dels quals només 40-50.000 parlaven llengües autòctones.
Pel que fa a l'antiguitat, es calcula que a Nova Gal·les del Sud n'hi havia uns 7.434 el 1901, a Victòria uns 586 el 1921 (es calculaven 15.000 l'any 1834) i uns 20.000 a Queensland el 1911. Es calcula que pel 2006 arribaran als 470.000 individus. D'ells, el 12% parla regularment alguna de les llengües aborígens, d'ells 20.833 (12,06%) homes i 21.552 (12,09%) dones, tot i que es creu que el nombre d'aborígens que és capaç de parlar alguna de les llengües pot arribar al 21% (51.000 persones el 1996).
L'augment fort (del 42,4%) que els ha fet passar de l'1,1% de la població total australiana a l'1,44% (el 22% al Territori del Nord i el 75% a Kimberley), s'ha produït no sols pels naixements sinó també perquè ja no els fa por declarar-se aborígens. Un 15% dels aborígens viu a Sydney o Melbourne.

## Els diversos pobles aborígens

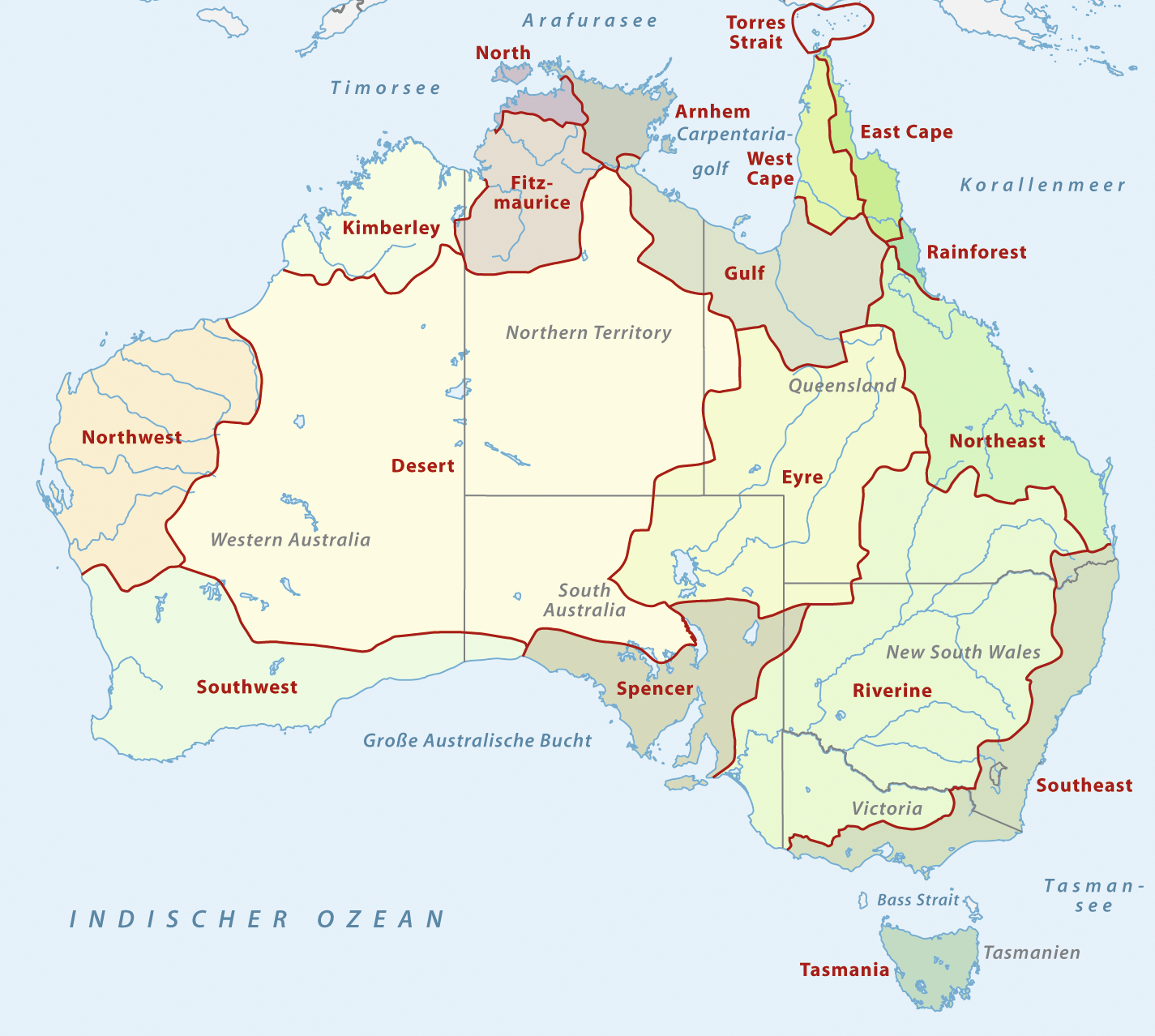
Mapa de les zones culturals aborígens australianes abans de l'arribada dels blancs

Hi ha més de 400 pobles aborígens australians, cadascun amb trets culturals diferenciats i una localització geogràfica pròpia.Se'ls identifica pel nom de la seva llengua indígena o per la paraula amb la qual ells s'autodenominen. Entre els principals tenim:
- Koori (o Koorie) a Nova Gal·les del Sud i Victòria
- Murri a Queensland
- Noongar al sud de l'Austràlia occidental
- Yamatji a l'Austràlia occidental central
- Wangkai als Camps Daurats de l'Austràlia occidental
- Nung al sud de l'Austràlia meridional
- Anangu a la part nord de l'Austràlia meridional i en les parts veïnes de l'Austràlia occidental i del Territori del Nord
- Arrente a la serralada Macdonnell
- Yapa al territori del nord-oest central
- Yolngu a l'est a la Terra d'Arnhem (NT)
- Palawah (o Pallawah) a Tasmània

Aquests grups poden ser al seu torn dividits en subgrups. Per exemple, els Anangu (que significa 'persona de la regió del desert de l'Austràlia central') inclou les subdivisions locals Yankunytjatjara, Pitjantjatjara, Ngaanyatjara, Luritja i Antikirinya.

## Llengües
Abans de la colonització europea, es parlaven més de 250 llengües aborígens d'Austràlia, que al segle xx s'han reduït a menys de 20 (i algunes en greu perill d'extinció).
Alguns lingüistes consideren que gairebé totes les llengües aborígens estan emparentades, encara que llunyanament, i les classifiquen en dues grans famílies: les llengües pama-nyunganes, parlades en la major part d'Austràlia, i les llengües no pama-nyunganes, parlades al nord del país. Però a causa de la dificultat d'establir una filogènia clara, d'altres estimen que les llengües aborígens no formen veritables famílies lingüístiques, sinó que constitueixen una àrea lingüística, és a dir, un grup d'idiomes semblants a causa de la seva proximitat geogràfica i als contactes freqüents.
Algunes llengües aborígens són considerades com a llengües aïllades, com és el cas de la llengua Tiwi parlada a l'illa del mateix nom, al Territori del Nord. Pel que fa a les llengües dels aborígens de Tasmània, es coneixen massa poc per relacionar-les.

## Cultura

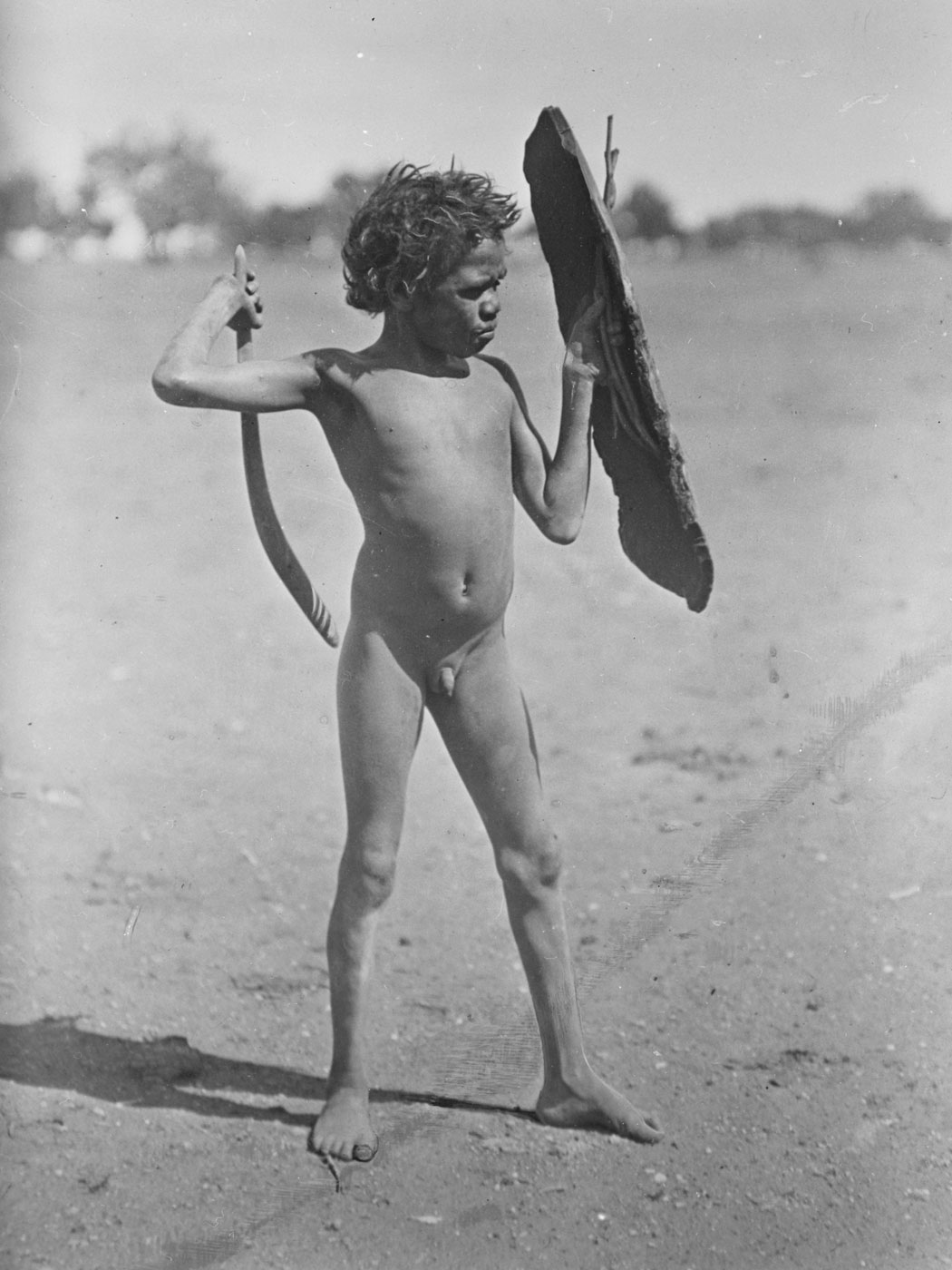
Un nen de l'ètnia arrente a la regió del riu Alberga, a Austràlia meridional (1920-24)

La cultura aborigen es va desenvolupar de manera autàrquica, donant lloc a una gran varietat de llengües i cultures amb trets comuns, i és la cultura viva més antiga del planeta. Els aborígens portaven una vida de caçadors-recol·lectors, i vivien en grups seminòmades que recorrien amplis territoris caçant amb llances i bumerangs, pescant en canoes i recollint fruits i plantes. En no tenir llengua escrita, transmetien el seu coneixement per mitjà de relats i cançons.

### ElTemps del somni
El Temps del somni (Tjukurpa en llengua anangu o Dreamtime en anglès) és un conjunt de llegendes aborígens que expliquen els seus orígens, les seves relacions amb el seu entorn natural i el seu futur. Aquesta tradició religiosa constitueix el nucli de la cultura aborigen i els serveix de guia en la seva vida quotidiana. El seu lloc sagrat és la formació rocosa anomenada Uluru (també coneguda com a Ayers Rock), classificada per la UNESCO des de 1989 com a lloc natural Patrimoni de la Humanitat, i des de 1994 com lloc cultural. Una de les divinitats essencials de la seva mitologia és la Serp de l'arc de Sant Martí.

### Música
El més conegut dels instruments musicals aborígens és el didgeridoo, tocat tradicionalment per la gent de la Terra d'Arnhem i de la regió de Kimberley, al nord d'Austràlia. Aquest instrument s'ha divulgat en el món sencer, i té una creixent popularitat entre músics tant de música tradicional com de rock, pop i jazz.

### Pintura

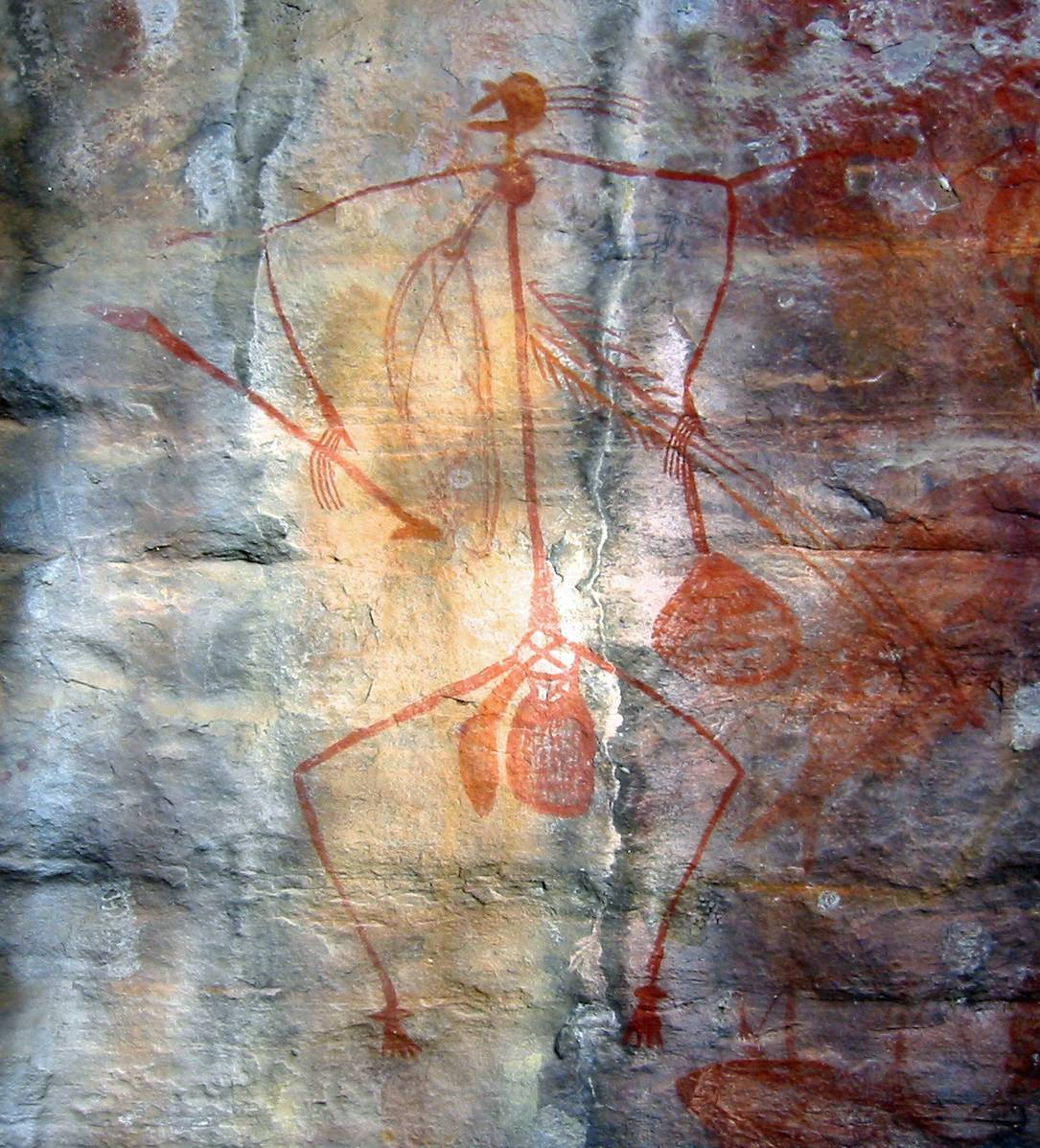
Pintura rupestre aborigen

La pintura aborigen és un art de tradició mil·lenària. Els motius representats solen relatar les llegendes del Temps del somni, de manera que s'ha assimilat de vegades a una forma d'escriptura. Es realitza majoritàriament sobre roques, escorces i teles. Amb excepció de les pintures rupestres, es tractava tradicionalment d'un art efímer: dibuixos a la sorra i pintures corporals.
El pintor aborigen Albert Namatjira (28 de juliol de 1902 - 8 d'agost de 1959) és un dels pintors australians més prestigiosos. L'estil de les seves aquarel·les va inspirar l'escola Hermannsburg d'art aborigen.

### Esports
El llançament del bumerang és la pràctica esportiva preferida dels aborígens australians, seguida pel futbol australià, el rugbi i el criquet. Des de la dècada dels seixanta, s'ha anat incrementant el nombre d'esportistes aborígens olímpics en diferents disciplines.

### Cuina aborigen

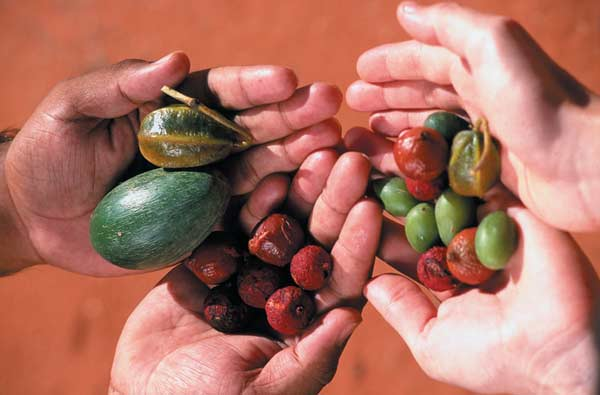
Fruits recollits a la regió d'Alice Springs. Les baies constitueixen la base de l'alimentació tradicional dels aborígens australians

El bush Tucker designa el conjunt de les espècies animals i vegetals australianes que permeten a l'individu sobreviure en la natura, i el seu coneixement és part integral de la cultura aborigen. Els aliments poden ser rostits sobre brases, o embolicats en escorces per ser cuits en forns excavats a terra.
Des de finals del segle xviii, la pèrdua dels seus territoris tradicionals de caça i recol·lecció va impedir que els aborígens conservessin les seves tradicions alimentàries. D'altra banda, el menyspreu manifest dels colons europeus cap a aquest tipus d'alimentació, i la introducció d'aliments nous no aborígens va conduir a la progressiva desaparició del bush Tucker, especialment a les zones altament poblades del sud-est australià.
En els anys setanta, diversos estudis de botànica i horticultura avivaren l'interès per l'alimentació tradicional aborigen i la van posar de moda. A partir de la dècada de 1990, va ser rebatejada com a bushfood i va començar a aparèixer en la carta d'alguns restaurants gastronòmics de Sydney, en llibres de cuina i en programes culinaris de televisió. La creixent demanda en ingredients silvestres australians va impulsar, llavors, la creació de cultius industrials basats en els coneixements dels aborígens, sense que aquests participessin en aquest nou i pròsper negoci. Des de principis del segle xxi, alguns organismes australians estan promovent la incorporació de les comunitats aborígens en la producció i comercialització d'aliments tradicionals aborígens.